# 戦略的安定性
戦略的安定性(Strategic stability)とは相互に決定的な打撃を与える能力を持つ二つの潜在的な敵対的な国家の間の均衡をいう。

## 概要
戦略的安定性とは核時代においてアメリカ合衆国とソビエト連邦（以後、ソ連）という超大国との間にももたらされるべき安定的な軍事的均衡を指す概念であり、アメリカの安全保障戦略の主要な目標として概念化された。
1950年代からアメリカではソ連が核兵器を用いて決定的な打撃をアメリカに与える能力があることを認め、ソ連がこの能力を行使して奇襲を行いうる脅威をどのように戦略的に考えるかが議論されてきた。アメリカの政策立案者は超大国の戦略的安定性を確保するために核戦略を策定し、ロバート・マクナマラはアメリカが奇襲に対して反撃するために核戦力を使用する核抑止戦略を策定した。このことによってソ連による最初の核攻撃を行わせることを防ぎ、結果として展開された核ミサイルが実際に発射されることはなく、安定した戦略的情勢がもたらされることになる。
しかし、1970年代に核兵器の大規模な軍備拡張競争が戦略的安定性が深刻な安全保障上の問題となると、核軍縮、軍備管理を行う必要が生まれた。1969年から戦略兵器制限交渉が開始され、1972年に第一次戦略兵器制限交渉と弾道弾迎撃ミサイル制限条約の締結という成果をもたらした。この軍備管理では核戦争の危険を抑制するだけでなく、相互に安全保障のための手段を制限することによって戦略的安定性を回復することができた。
このように戦略的安定性とは軍事力、特に核戦力の相互的な拡大や抑制によって形成される安定的な均衡として表せるものであり、国家安全保障の目標と位置づけることができる。